# Cécile Réal
Cécile Réal (* 29. November 1973) ist eine französische biomedizinische Ingenieurin und Unternehmerin. Sie entwickelt Instrumente zur Diagnose und Behandlung von Endometriose.

## Leben
Cécile Réal, die an der Technischen Universität Compiègne (1991–1996) Biomechanik studierte, hat auch einen Master-Abschluss (MBA) in Wirtschafts- und Technologiemanagement von der Technischen Universität Lappeenranta in Finnland. 1999, als sie erst 25 Jahre alt war, gründete sie das Unternehmen Bioprofile, das orthopädische Implantate mit Pyrokohlenstoff herstellte. Sie verkaufte das Unternehmen im Jahr 2007. Während ihrer Tätigkeit als Chief Operating Officer bei Ariana Pharma (2008–2010), einem auf Biomarker spezialisierten Unternehmen, gründete sie 2009 Fluoptics, das sich mit der Fluoreszenzbildgebung für die Krebschirurgie befasst.
2011 hat sie das Unternehmen Endodiag mitgegründet, wo sie Chief Executive Officer (CEO) ist. Das Unternehmen ist auf Endometriose spezialisiert. Das Unternehmen entwickelt Methoden zur Verbesserung der Diagnose dieser Krankheit, die bis zu neun Jahre dauern kann. Endodiag entwickelt Instrumente, die eine Biopsie oder eine einfache Blutuntersuchung verwenden.
Im Jahr 2012 erhielt sie als Präsidentin von Endodiag den Cartier Women's Initiative Award.
2016 war Cécile Réal Rednerin eines TEDx-Vortrags mit dem Titel Endometriosis – The Mystery Disease of Women.